# Turi Simeti
Turi Simeti (Alcamo, 5 de agosto de 1929 - Milán, 16 de marzo de 2021) fue un pintor italiano de origen siciliano radicado en Milán.

## Biografía

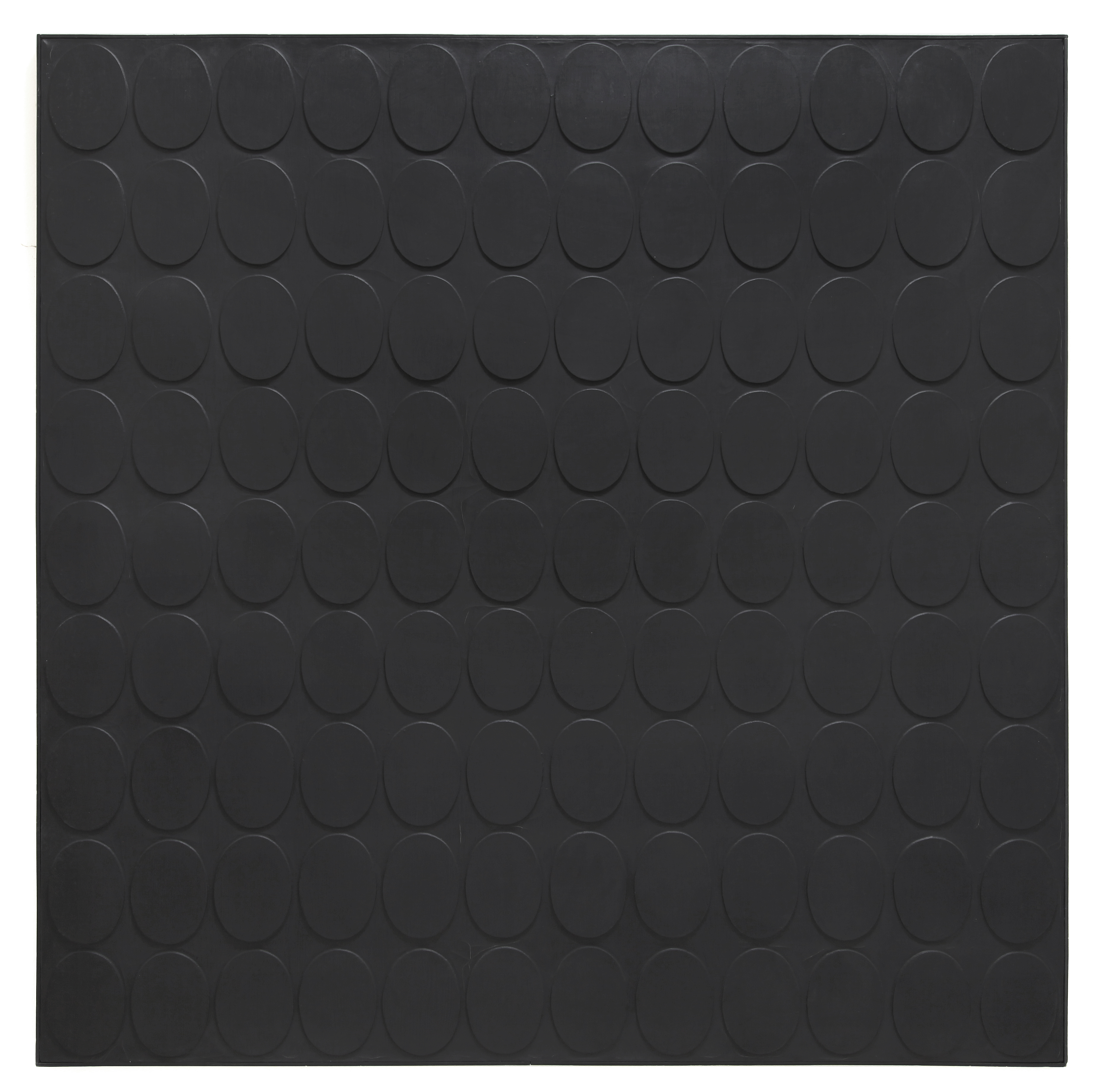
Óvalos negros

Simeti empezó a trabajar de forma autodidacta cuando llegó a Roma procedente de Sicilia en la década de 1950. Roma en ese momento era uno de los lugares artísticos y culturales más dinámicos de Europa. Sus primeras obras de arte consistieron en collages de tela, papel y cartón, en una repetición seriada. A mediados de los sesenta se trasladó a Milán donde estaba emergiendo una nueva escena artística: se unió allí a los miembros del grupo Zero, como Enrico Castellani, Agostino Bonalumi, entre otros.
En 1965, Simeti formó parte de la joven generación de artistas italianos reunidos en la muestra Zero Avantgarde organizada en el atelier de Lucio Fontana en Milán junto a Heinz Mack y Otto Piene y muchos otros pioneros del arte de Europa, América y Japón. Este fue un punto de inflexión en la carrera de Simeti, quien luego comenzó a realizar exposiciones individuales, con un público particular en Alemania y Suiza, y luego en Brasil, donde vivió durante algún tiempo.

## Estilo artístico
La repetición de un módulo, que es la esencia de la obra de Simeti, se basa en la lección de Alberto Burri y Lucio Fontana. El monocromo y la modificación de la superficie plana del lienzo son su firma distintiva. Impulsado, como los otros miembros contemporáneos del grupo Zero, por una voluntad de cero tradición, Simeti utilizó la elipse como la forma geométrica principal alrededor de la cual se construye su investigación visual. Logró mantener una profunda coherencia y su producción destaca por el uso de lienzos, cuyas superficies se modelan, alterando su tensión clásica.

## Premios
En 2014, fue nombrado Artista del año y, por lo tanto, ganó un Premio (Premio delle Arti Premio della Cultura) que le asignó el Circolo della Stampa de Milán.

## Exposiciones seleccionadas
- “What Was I?”, Comisariada por Goshka Macuga, Fundación PRADA, Rong Zhai, Shanghai. (exposición colectiva)
- Abstracción (s), Song Art Museum di Pechino, Shanghai. (exposición colectiva)
- Galería Almine Rech, Bruselas, 2015. (exposición individual)
- Galería Volker Diehl, Berlín, 2015. (exposición individual)
- Galería Gagosian, Ginebra, 2015. (exposición individual)
- Galería de Arte Tornabuoni, París, 2014. (exposición individual)
- Galleria Dep Art, Milán, 2013. (exposición individual)
- The Mayor Gallery, Londres, 2012. (exposición individual)

## Colecciones públicas

### Italia
- Galleria Civica, Turín.
- Pinacoteca, Macerata.
- Museo de Arte Contemporáneo de Alcamo, Alcamo.
- Villa Croce, Génova.
- Museo d'Arte Moderna di Bolzano, Bolzano.
- Museo del Novecento, Palazzo Reale, Milán.
- Museo Guttuso, Villa Cattolica, Bagheria.
- Fondazione Antonio e Carmela Calderara, Vacciago di Ameno, Novara.
- Fondazione Orestiadi, Gibellina, Trapani.
- Fondazione Prada, Milán.
- GAM, Galleria civica d'arte moderna e contemporanea, Turín.
- Galleria nazionale d'arte moderna e contemporanea, Roma.
- MUSEION, Museo d'Arte Moderna e Contemporanea, Bolzano.
- Museo d'Arte Contemporanea di Genova, Villa Croce, Génova,
- Museo Civico d'Arte Contemporanea Ludovico Corrao, Gibellina, Trapani.

### Austria
- Sammlung Lenz Schönberg, Söll.

### Brasil
- MAM, Museu de Arte Moderna, Río de Janeiro.

### Dinamarca
- Museo de Arte Moderno Kunsten, Aalborg.

### Alemania
- Museo Mittelrhein, Coblenza.
- Museo Ritter, Waldenbuch.
- La Fundación Schaufler, Sindelfingen.

### Países Bajos
- Museo Voorlinden, Wassenaar.